# Latacunga
Latacunga är en stad i Ecuador, som har blivit begravd åtminstone två gånger av vulkanen Cotopaxi. Vid 2001 års folkräkning uppgick invånarna till 51 689 i antalet.

### Fotnoter
1. ↑  www.inec.gob.ec [död länk]